# 可怕的科学
《神奇酷科學》是尼克·阿諾撰寫、東尼·德·索羅斯繪製插畫，由哲學家出版社在英國和印度出版的一系列可以分開的套書（台灣境內為遠見天下文化事業群之小天下文化出版）（除了《Evolve or Die》是由Phil Gates所作）。這是為了引發孩童對科學的興趣，設計上集中在通俗、不平常、駭人聽聞或令人不愉快的事件。史丹福大學的一位化學教授曾經報告她的學生對科學的興趣經常可以歸咎於一系列古怪的科學事件。同樣的，亞馬遜的系列書籍評論往往也將孩子們對科學的興趣歸咎於這樣的系列。這套書流通於24個國家，單單在英國就已經售出400萬冊。

## 历史
在撰写系列之前，尼克·阿諾在北伦敦大学从事教育项目。他向伯明翰邮报解释： "It was actually a lucky break or a well-placed letter – whichever you want to believe – Because I wrote this really cheeky letter to the publishers Scholastic saying that if they were looking for someone to write a horrible science book I was the one. And would you believe they actually let me write a science book and put lots of horrible bits in it – and then it was hugely successful”。
在 2010 年代中期，可怕的科学决定对书籍进行改造，改变了一些旧书的封面，并且所有正在出版的新书都有一个新的、更丰富多彩的背景和更新的信息。
2013 年，伯明翰舞台公司制作了一个可怕的科学戏剧表演——这也将可怕的历史带到了舞台上——创建于 2013 年。

## 系列

### “生物世界”系列
- 《神奇酷科學1：人體的運作祕密》
- 《神奇酷科學2：蟲的驚奇世界》
- 《神奇酷科學3：植物的求生本領》
- 《神奇酷科學4：動物的狩獵絕招》

### “環境與發明”系列
- 《神奇酷科學5：地球的生態危機》
- 《神奇酷科學6：太陽系的奇妙旅行》
- 《神奇酷科學7：科學家的祕密生活》
- 《神奇酷科學8：發明家的異想世界》

### “物理奧妙”系列
- 《神奇酷科學9：驚天動地的聲音》
- 《神奇酷科學10：變幻莫測的光》
- 《神奇酷科學11：無所不在的力》
- 《神奇酷科學12：征服天空的飛行》

### “永恆的時間與能量”系列
- 《神奇酷科學13：無所不能的能量》
- 《神奇酷科學14：改變世界的電》
- 《神奇酷科學15：點石成金的化學》
- 《神奇酷科學16：穿越萬物的時間》

### “無止境的生存競爭”系列
- 《神奇酷科學17：動物的生存絕技》
- 《神奇酷科學18：奇妙的消化工廠》
- 《神奇酷科學19：對抗傳染病大作戰》
- 《神奇酷科學20：生存競爭大演化》